# Comuna Hușciînți, Kalînivka
Hușciînți (în ucraineană Гущинці) este o comună în raionul Kalînivka, regiunea Vinnița, Ucraina, formată din satele Hușciînți (reședința) și Kameanohirka.

## Demografie
Componența lingvistică a satului Hușciînți
     Ucraineană (99,03%)
     Alte limbi (0,91%)
Conform recensământului din 2001, majoritatea populației satului Hușciînți era vorbitoare de ucraineană (99,03%), existând în minoritate și vorbitori de alte limbi.